# Битва при Саратоге
Битва при Саратоге или Битвы при Саратоге (англ. Battles of Saratoga) — решающее сражение Саратогской кампании американской Войны за независимость, в ходе которого американским ополченцам впервые удалось одержать крупную победу над британской армией 17 октября 1777 года. В начале кампании британскому генералу Джону Бергойну удалось одержать несколько побед над противником, после чего он переправился через реку Гудзон и подошёл к позициям, которые занимала американская армия генерала Горацио Гейтса. 19 сентября произошло первое столкновение, известное как Сражение при Фрименс-Фарм или Первая Саратога. Бергойн тактически выиграл это сражение, но оно заставило его остаться на позиции и перейти к обороне. 7 октября он начал манёвр, пытаясь выявить расположение левого фланга противника, что переросло в Сражение при Бемис-Хайтс, известное так же как Вторая Саратога. В этом бою британцы понесли большие потери, а под конец боя американцы захватили редут на их правом фланге. Оказавшись на невыгодной позиции, Бергойн начал отступление, но вскоре попал в окружение и был вынужден капитулировать 17 октября.
Сражение стало первой крупной победой американского оружия, которое привело к уничтожению одной из двух британских армий на континенте. Это событие позволило возобновить переговоры с Францией о союзе, что привело к заключению франко-американского соглашения и вступлению Франции в войну.

## Предыстория

### Положение британцев
В июне 1777 года британский генерал Джон Бергойн приступил к попытке расчленить восставшие штаты, для чего направился на юг из провинции Квебек, надеясь захватить контроль над долиной реки Гудзон. В самом начале кампании ему удалось взять форт Тикондерога, но после этого начались трудности. Части его армии вышли к Гудзону в конце июля, но из-за проблем с коммуникациями основная часть его армии оставалась в форте Эдвард. Попытка решить эти проблемы привела к тому, что 16 августа в сражении при Беннингтоне было потеряно около 1000 человек. Кроме этого, 28 августа пришли известия о неудаче экспедиции против форта Стэнвикс.
В это же время стало известно, что генерал Уильям Хау отправил армию из Нью-Йорка для захвата Филадельфии. Индейцы, сопровождавшие Бергойна, оставили его после неудачного сражения при Беннингтоне, так что положение генерала стало совсем сложным. Чтобы провести зиму на безопасной позиции, ему требовалось или отступить к форту Тикондерога, или наступать на Олбани. Бергойн выбрал последнее, хотя наступление могло быть успешным только при встречном движении аналогичной по численности армии британцев из Нью-Йорка. Это решение повлекло за собой ещё два: он решил прервать коммуникации с севером, чтобы не тратить силы на оборону укрепленных постов; а также он решил перейти Гудзон. Это ставило его армию под угрозу окружения. Он приказал барону Ридзелю снять посты на коммуникации, и между 13 и 15 сентября начал переправу через Гудзон.

### Положение американцев
Американская Континентальная армия медленно отступала ещё с момента потери Тикондероги. В середине августа эта армия, тогда под командованием генерал-майора Филипа Скайлера, стояла лагерем около Стиллуотера. Потеря Тикондероги и отступление армии сказались на имидже Скайлера, и 19 августа командование армией принял генерал Горацио Гейтс. При Гейтсе армия немного увеличилась в размере ввиду дополнительного набора по штатам.
Джорджа Вашингтона больше беспокоили манёвры генерала Хау. В августе, убедившись, что Хау ушёл на север, он снял 750 человек с нью-йоркских высот и послал их на усиление Гейтса, а также направил туда несколько своих собственных лучших частей, в том числе Стрелковый корпус (Provisional Rifle Corps) Даниеля Моргана, укомплектованный лучшими стрелками из Пенсильвании, Мэриленда и Вирджинии.
7 сентября Гейтс приказал армии двигаться на север. Он выбрал место, известное как Бемис-Хайтс, находящееся севернее Стилуотера и десятью милями южнее Саратоги и за неделю хорошо укрепил его, в чём ему помог инженер польского происхождения Тадеуш Костюшко. С высот хорошо просматривалась вся округа и они контролировали единственную дорогу на Олбани. К западу начинались густые леса, практически непроходимые для большой армии.

## Сражение при Фрименс-Фарм (19 сентября)
К концу 18 сентября всего 3 мили разделяли враждующие армии. Примерно посередине находилась так называемая Большая Низина, через которую протекал ручей с крутыми обрывистыми берегами. Бергойн знал, что противник находится на выгодной позиции где-то впереди, но после ухода индейцев ему не хватало разведданных для уверенного наступления. Он решил продвигаться вперёд, чтобы выявить позицию противника и далее действовать по ситуации. Вероятно, он намеревался связать Гейтса боем с фронта и обойти его с запада, тем самым заставив оставить позицию и отступить на юг. Наступление началось 19 сентября, хотя из-за густого тумана его пришлось отложить на несколько часов. Военным раздали боеприпасы по 100 выстрелов на ствол, а всё имущество погрузили в повозки.
Бергойн начал наступать в 09:00 тремя колоннами, который должны были идти по трём разным дорогам. Правая колонна состояла из корпуса Фрезера (2400 чел.) и корпуса Брейманна (530 чел.) при двух 6-фунтовых орудиях. Ему предстояло разведать Большую Низину и занять высоты к западу от Бемис-Хайтс. Центральная колонна, известная как «Британская линия» находилась под командованием Джеймса Гамильтона и состояла из 9-го, 20-го, 21-го и 62-го полков и четырёх 6-фунтовых орудий. В этой колонне было 1700 человек и сам Бергойн находился при колонне. Генерал Ридзель вёл левую колонну (1600 чел.), состоящую из немцев и 47-го Ланкаширского полка. Они шли вдоль реки, при них была вся артиллерия и обозы. Гессенский полк численностью 590 человек составлял арьергард армии.

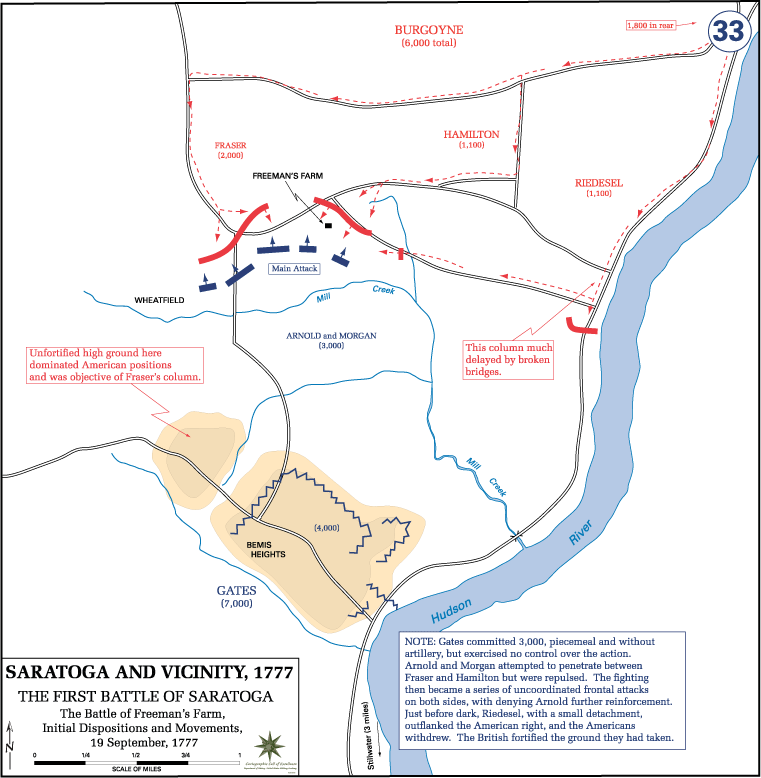
Сражение при Фрименс-Фарм 19 сентября.

Центральная колонна быстро и без сопротивления перешла Большую Низину. Американцы не успели уничтожить мост через ручей, и это позволило Бергойну уже в полдень приблизиться к позициям противника на Бемис-Хайтс. Колонна вышла на край поля фермы Джона Фримана, местного лоялиста, который воевал в рядах армии Бергойна. Сам Фриман был в тот момент при корпусе Фрезера, вероятно, работая проводником. Остальным двум колоннам пришлось идти по плохим дорогам в густом тумане, преодолевая лесные завалы. Тяжелее всего пришлось колонне Ридзеля, на пути которой оказалось несколько оврагов, мосты через которые были разрушены. К полудню все три колонны вышли на заданные позиции и пушечными залпами оповестили друг друга о завершении этой фазы наступления.
Армия генерала Гейтса стояла на оборонительной позиции, сосредоточив всё внимание на обороне реки Гудзон и олбанской дороги. Все основные редуты были построены на правом фланге у реки. Оттуда укрепления тянулись на запад на милю до фермы Нельсона, где поворачивали на юг. Гейтс командовал правым флангом, а Арнольд левым. Часть укреплений была ещё недостроена, и в целом позиция не была неприступной. Утром Гейтс отправил отряд полковника Эндрю Колберна на восточный берег Гудзона для наблюдения за лагерем противника, и Колберн вовремя уведомил его о выдвижении британской армии. Генерал Арнольд и запросил у Гейтса разрешения выдвинуть часть сил вперед, где американцы, опытные в ведении боев в лесу, имели бы преимущество. Гейтс, всегда предпочитавший сидеть на месте и ждать фронтальных атак, нехотя разрешил разведку боем. Для этого выделили лёгкую пехоту Даниэля Моргана и Генри Дирборна. Этот отряд перешёл так называемую Среднюю Низину, поднялся на высоту к ферме Фримана и вышел к южному краю поля Фримана, и увидел, как авангард центральной британской колонны под командованием майора Форбса выходит из леса на северной оконечности поля. В 12:45 люди Форбса заметили и отогнали пикеты американцев у зданий фермы Фримана. Стрелки Моргана открыли огонь по противнику, и Форбс был вынужден отступить с большими потерями. В отряде Форбса выбыли из строя все офицеры кроме одного, и сам Форбс был ранен.

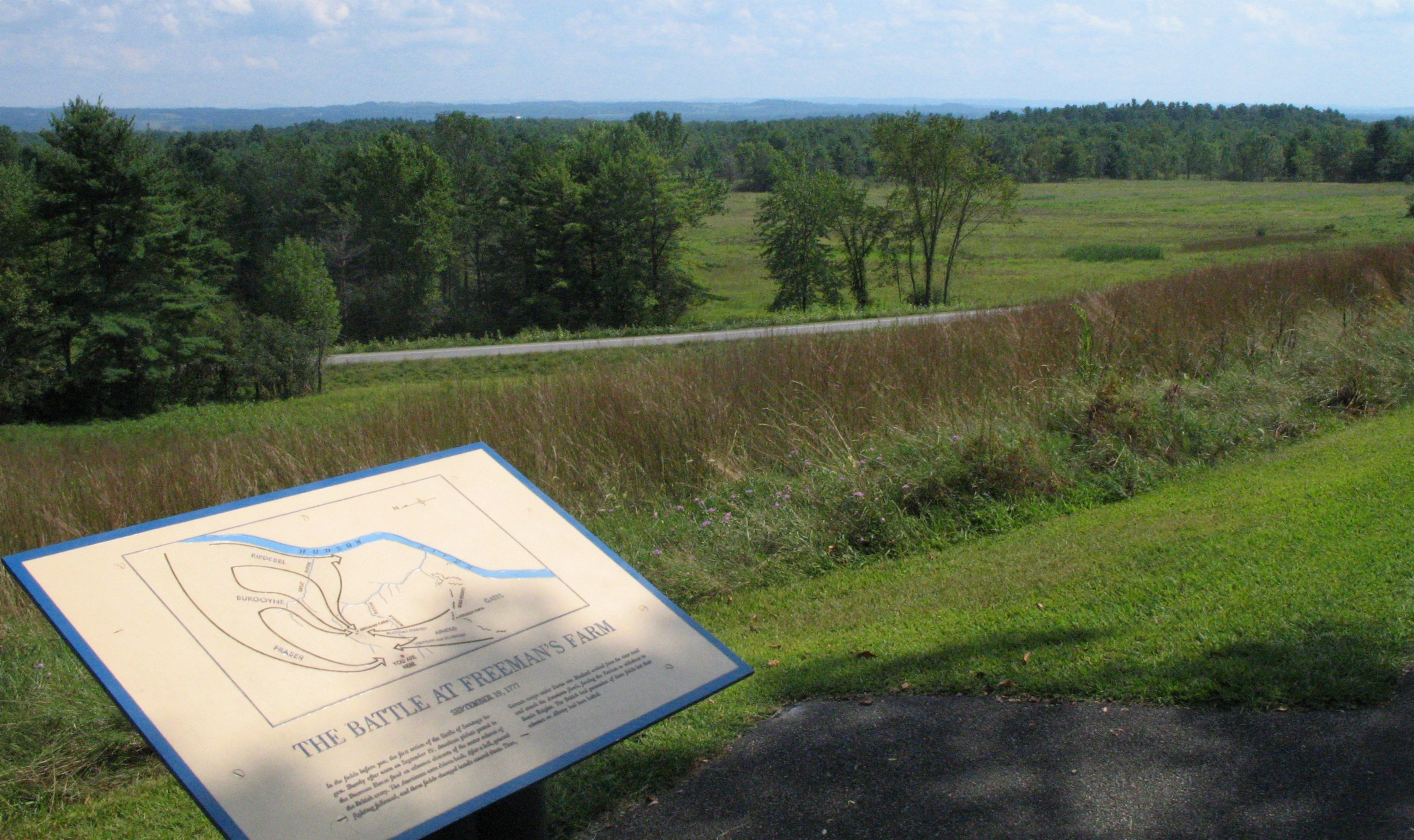
Поле фермы Фримана, вид с запада

Стрелки Моргана бросились преследовать отступающий отряд Форбса, и в это время британцы вышли им во фланг: Саймон Фрезер услышал стрельбы на участке Гамильтона и по личной инициативе отправил туда две роты 24-го пехотного полка. Эти роты открыли огонь по атакующим стрелкам Моргана и те сразу стали в беспорядке отходить. Морган скомандовал отступление, отвёл свой отряд в лес и там привёл его в порядок.
Отряд Дирборна наступал западнее стрелков Моргана, и должен был присоединиться к нему, но Дирборн увидел крупные массы противника на своём фронте, и увидел, что британцы готовятся атаковать Моргана во фланг. Он развернул свой отряд в стрелковую цепь и вскоре увидел отряд рейнджеров Александра Фрезера. Отряд Дирборна бросился вперёд, дал залп с 50-ти метров, а потом бросился в штыковую атаку. Дирборн захватил в плен 23 человека, но из леса навстречу ему стал выдвигаться весь корпус Саймона Фрезера. Оказавшись под угрозой окружения, Дирборн отступил на 300 метров назад и стал дожидаться подкреплений.
Во время этих боёв один индеец захватил в плен капитана Ван Сверингена из отряда Моргана. Его отправили к Саймону Фрезеру, который спросил его о положении американской армии, но капитан ответил только, что армией командуют Гейтс и Арнольд. Фрезер пригрозил, что повесит его, на что Ван Сверинген ответил: «Как вам будет угодно».
Когда американцы отступили, Бергойн развернул полки своей колонны с восточной стороны от фермы Фримана. Батарея 6-фунтовых орудий заняла позиции между 9-м и 21-м полками. Между 14:00 и 15:00 в сражении повисла пауза. Британцы разворачивали войска на позиции, а Арнольд решил усилить отряд Моргана. Он направил ему на помощь 1-й Нью-Гэмпширский полк из бригады Пура, которым командовал полковник Джозеф Силли. В это время 21-й и 62-й британские полки как раз выдвигались в сторону отряда Дирборна, и 1-й Нью-Гэмпширский оказался на их пути. Началась перестрелка, которая длилась примерно 20 минут. Полк Сили понёс большие потери и стал отступать. Но Арнольд отправил вслед за Сили ещё два полка: 3-й Нью-Гэмпширский полк полковника Александра Скеммеля и за ним 1-й полк Коннектикутского ополчения (полковника Тадеуша Кука). Не желая отступать на глазах других нью-гэмпширцев, полк Сили тоже присоединился к наступающим. Все три полка заняли позицию к югу от поля Фримана.

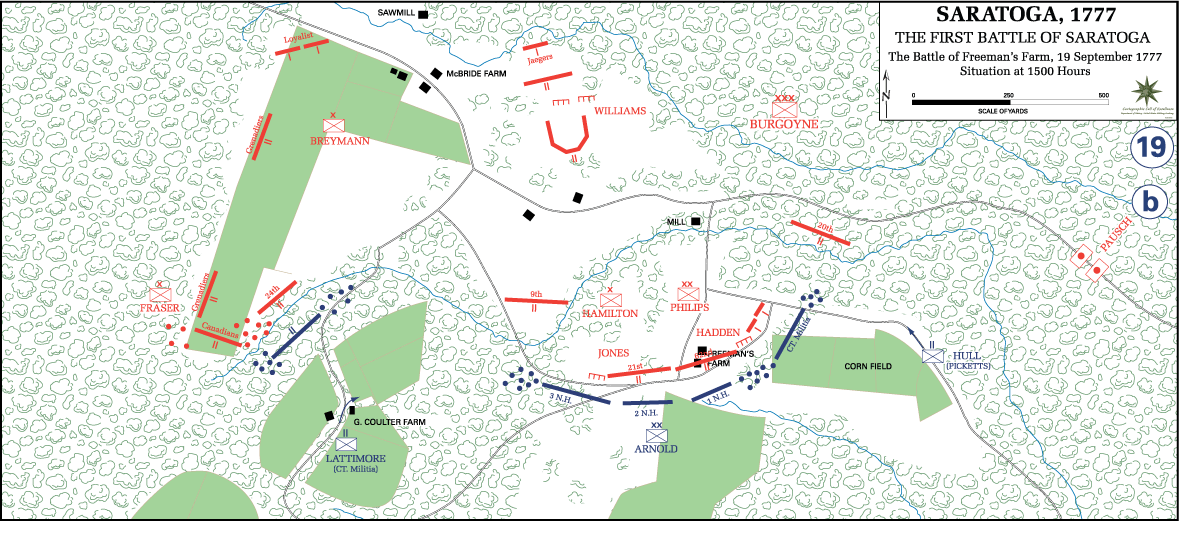
Положение сторон в 15:00

Вскоре Арнольд понял, что и этих сил может быть недостаточно для того, чтобы остановить наступление противника и послал в бой остальную бригаду Пура, 4 пехотных полка. В итоге к 15:00 отряд Дирборна стоял на левом фланге, правее него 3-й Нью-Гэмпширский, потом 2-й Нью-Гэмпширский, потом 1-й Нью-Гэмпширский и коннектикутский полк на правом фланге. 2-й и 4-й Нью-Йоркские полки встали западнее позиции Диборна, фронтом к позиции корпуса Фрезера.
В 15:00 сражение снова разгорелось по всей линии. Нью-Гэмпширцы атаковали 21-й и 62-й полки с фронта и флангов, но британцы штыковыми контратаками отбили попытки обойти их фланги. Сражение шло ожесточённо, но хаотично, на сильно пересечённой лесистой местности. 62-й полк, усиленный лёгкой пехотой Брейманна, несколько раз контратаковал коннектикутцев и в итоге обратил их в бегство. Арнольд собрал всех людей, что у него осталось, поручил их майору Халлу и тот, усилив правый фланг, отбил последнюю атаку 62-го. Американцам даже удалось захватить орудия батареи Хаддена, но они не смогли вывезти их с поля боя. 36 из 48 британских артиллеристов погибли в тот день, но помогли удержать позицию, не дав американцам обойти левый фланг.
Пока центральная колонна отбивала американские атаки, Передовой корпус Фрезера вышел к ферме Маршалла, где был атакован двумя нью-йоркскими полками и коненектикутским ополчением Латимера. Им удалось потеснить британцев, но численное превосходство было на стороне Фрезера, и он удержал позицию. Тогда Арнольд отправил на усиление этого участка бригаду Эбенезера Лернеда: 2-й, 8-й, 9-й и 10-й Массачусетские полки, но они прибыли на место боя только в 18:30, когда сражение уже затухало, и успели сделать всего несколько выстрелов.

### Последствия
В сражении у Фриманс-Фарм обе стороны понесли большие потери. Американцы потеряли 100 человек убитыми, 325 ранеными и 40 пропавшими без вести, в основном пленными. Бергойн потерял 160 убитыми, 364 ранеными и 42 пропавшими без вести. Британская армия понесла особо большие потери в офицерском составе. Бергойн потерял почти 10 % своей армии, но удержал поле боя и имел основания заявлять о победе. Но сражение не изменило стратегической ситуации, и даже осложнило положение Бергойна, который должен был теперь заниматься проблемами раненых, к чему армия была не готова. Впоследствии он признался, что вскоре понял, что эта победа не принесла никаких плодов, кроме славы. Британская армия сохранила высокий боевой дух, хотя была удивлена боевыми качествами американцев, которых до этого не воспринимали за серьёзного противника. Даже поражение при Беннингтоне было приписано случайности. Один британский офицер писал, что «едва ли какая регулярная армия может сказать, что стояла под огнём так упрямо и решительно, как эти фермеры и бюргеры».
Бергойн собрал совет, чтобы решить, стоит ли атаковать на следующий день, и решено было перенести атаку на день, до 21 сентября. Армия передвинулась поближе к американскому лагерю, одновременно занимаясь захоронением погибших. Атака 21-го числа была отменена, когда Бергойн получил письмо от Генри Клинтона, командующего гарнизоном в Нью-Йорке, написанное 12 сентября. Клинтон писал, что он сможет выступить навстречу примерно через 10 дней. Получалось, что, если он выйдет из Нью-Йорка 22 сентября, то все равно не успеет к Саратоге до конца сентября. У Бергойна были определённые трудности с продовольствием, но он решил подождать Клинтона. 23-го числа он написал Клинтону письмо с просьбой помочь прогнать армию Гейтса. Клинтон отплыл из Нью-Йорка 3 октября и 6 октября захватил Форт Клинтон и Форт Монтгомери. Передовые его отряды достигли Клермонта 16 октября.
Между тем в лагере американцев созрел конфликт между Гейтсом и Арнольдом. Гейтс отправил Конгрессу рапорт о событиях 19 сентября, не упомянув в нём Арнольда. Между тем, офицеры считали Арнольда основным творцом победы, и отряды, принимавшие участие в бою, были в основном из его крыла, и он лично управлял сражением, пока Гейтс находился в палатке. Арнольд выразил свой протест, за что Гейтс отстранил его от командования и назначил на его место Бенджамина Линкольна. Арнольд попросил перевести его в армию Вашингтона, и Гейтс согласился, но Арнольд почему-то остался в лагере.
Все это время происходили регулярные перестрелки между пикетами и патрулями обеих армий. Снайперы Моргана успели нанести существенный урон британским патрулям на западном фланге.
Наступил октябрь, и стало ясно, что Клинтон не придет на помощь, так что 3 октября Бергойн перевел армию на сокращенные рационы. На следующий день был собран совет, который так и не пришел к единому решению. На следующий день совет собрался снова, и на этот раз Рейдесел предложил отступить на север, причем Фрезер поддержал его. Бергойн посчитал, что отступление несовместимо с достоинством армии и в итоге было решено атаковать левый фланг американской армии силами 2000 человек 7 октября. Между тем американская армия численно росла и к 7 октября достигла уже численности 12 000 человек.

## Сражение при Бемис-Хайтс (7 октября)

### Набег британцев
Рано утром 7 октября Бергойн собрал на территории Легкопехотного редута свой разведывательный отряд, численностью 1700 человек при 10-ти орудиях: двух 12-фунтовых, шести 6-фунтовых и двух 5,5-дюймовых гаубицах. Этот отряд был собран из различных частей армии, но это не беспокоило Бергойна, который не ожидал серьёзных боевых столкновений. В 10:00 отряд начал движение на юго-запад. Рейнджеры Фрезера и несколько индейцев охраняли правый фланг. При отряде шли все старшие командиры армии, а Гамильтон, Спехт и Фон Галл остались командовать остальной армией в укреплениях. Всего три роты остались охранять Легкопехотный редут, а в Редуте Брейманна было оставлено 80 немецких гренадеров и 50 егерей. Бергойн был уверен, что противник стоит в обороне и за свой правый фланг можно не опасаться.
За полчаса отряд прошёл три четверти мили и остановился у заброшенной фермы, которую окружали поля неубранной пшеницы. Этих полей было два, Восточное (оно же Поле фермы Вайсера) и Западное (оно же Поле фермы Барбера). Местность представляла собой высоту, удобную для размещения артиллерии. Бергойн развернул 24-й пехотный полк посередине между двумя полями, немецкие части разместил на Восточном поле, а гренадеров Окланда на краю Восточного поля, на своём левом фланге. Артиллерию распределили по всей линии, секциями по два орудия. В итоге отряд Бергойна растянулся тонкой линией на три четверти мили.

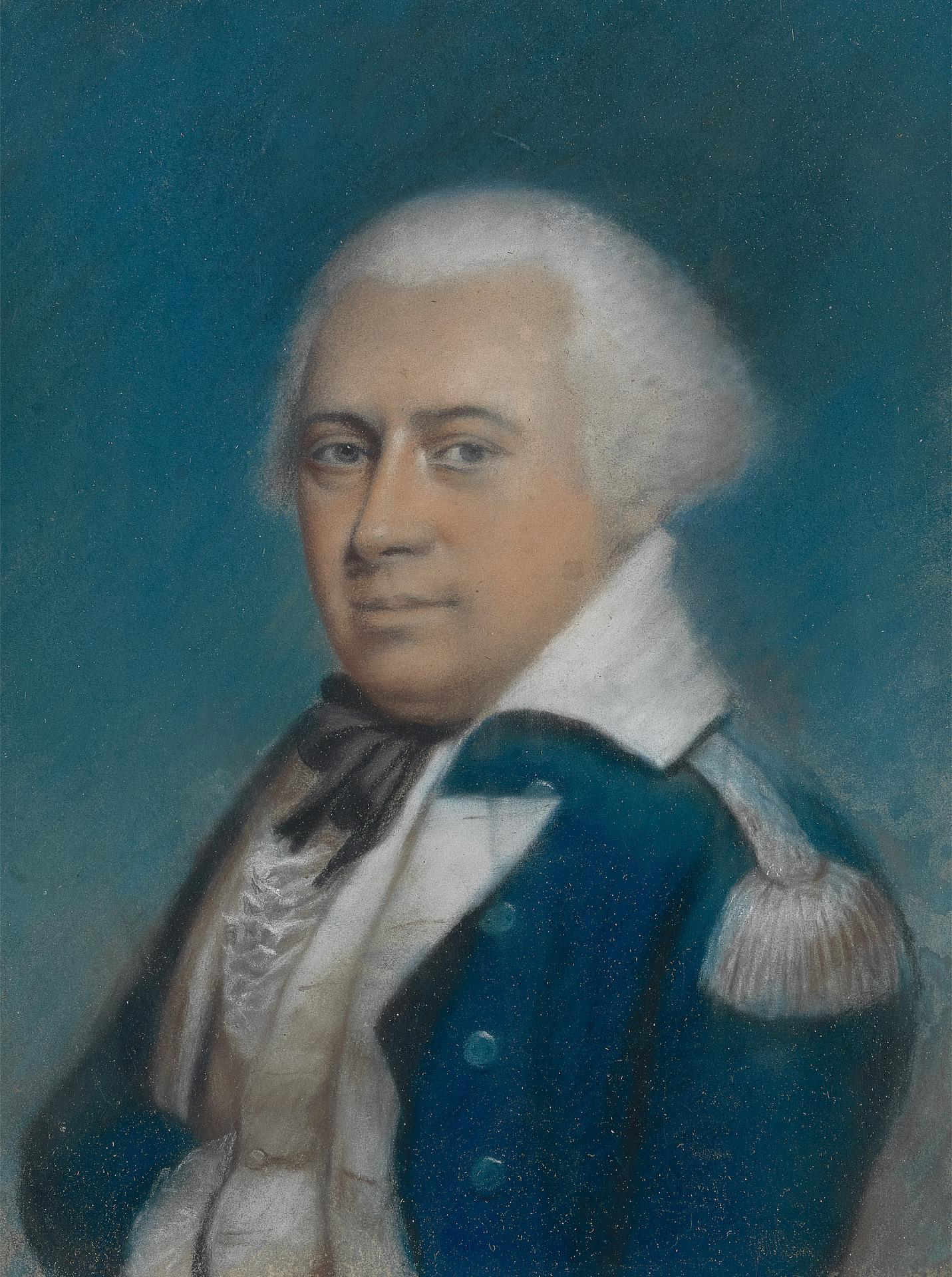
Джеймс Уилкинсон

Развернув отряд на полях, Бергойн приказал приступить к сбору и вывозу пшеницы. Дальнейшие события известны в основном со слов полковника Уилкинсона. Он писал в мемуарах, что американцы скоро заметили появление Бергойна на полях и новости об этом дошли до генерала Гейтса. Тот отправил Уилкинсона проверить донесения, и Уилкинсон своими глазами увидел британскую армию на пшеничных полях. Уилкинсон вернулся к Гейтсу и доложил обстановку. Он решил, что британский отряд слишком велик, чтобы быть просто фуражной партией, и предположил, что противник готовится дать сражение. Он сообщил Гейтсу, что перед фронтом противника открытая местность, но на флангах лес, и это позволяет атаковать его фланги. «Что ж, — ответил Гейтс, — тогда велите Моргану начать игру». Уилкинсон передал этот приказ Моргану, а в это время генерал Арнольд без всяких приказов по личной инициативе бросился на поле боя.
Однако, версия Уилкинсона противоречит другим фактам. Дирборн впоследствии писал, что получил приказ от Арнольда, а не от Уилкинсона, а генерал Линкольн утверждал, что Гейтс именно Арнольду приказал выдвинуть вперёд левый фланг. Генералы Линкольн и Уолкотт находились в тот день на поле боя и вероятно даже в штабе армии, и оба утверждают, что Арнольд командовал дивизией в тот день, и никто из них не заметил, чтобы Арнольд действовал без приказов или вопреки приказам. Подполковник 8-го Массачусетского полка Джон Брукс писал, что обедал в штабе армии вместе с Гейтсом и Арнольдом, когда около 13:00 услышал стрельбу. По его словам, Арнольд спросил Гейтса, стоит ли ему отправиться на место и разобраться, что происходит, а Гейтс, после некоторых колебаний, дал согласие. Сам факт совместного обеда говорит о том, что между Гейтсом и Арнольдом в тот день уже не было конфликта.
Многие описания сражения при Саратоге базируются на мемуарах Уилкинсона от 1816 года, но это ненадёжный источник: Уилкинсон был в плохих отношениях с Гейтсом, и изображал его как пассивного командира, который не принимал участия в событиях, в то время как отстранённый от командования Арнольд вопреки приказам, сделал за него всю работу. Его версия предполагает, что конфликт между Гейтсом и Арнольдом, начавшийся после сражения при Фриманс-Фарм, длился до 7 октября, хотя есть свидетельства, что он уже прекратился где-то между 1 и 7 октября. По версии историка Дина Сноу генерал Гейтс сначала отправил Арнольда на левый фланг, а затем поручил Уилкинсону провести рекогносцировку.
Стрелкам Моргана и лёгким пехотинцам Дирборна (которые уже с месяц действовали как единое соединение) было приказано обойти фланг британцев, занять высоту за флангом и атаковать противника. Неизвестно, принадлежала ли идея этой атаки Гейтсу, Арнольду или Моргану. Морган выступил в 14:00, а Гейтс в это время поручил Арнольду взять три полка бригады Инек Пура (1-й, 2-й, и 3-й Нью-Гемпширские полки) и отправить их в обход левого фланга Бергойна. Гейтс посылал в бой небольшие части своей армии, чтобы прощупать позицию противника и не оставлять без защиты основные укрепления. Немецкие солдаты Бергойна, стоящие на поле Барбера, заметили движение перед своим фронтом и флангом около 14:30. Майор Уильямс сразу же открыл огонь из своих двух 12-фунтовых орудий, а два 6-фунтовых орудия капитана Пауша поддержали его, но этот обстрел не нанёс урона бригаде Пура, которая открыла беглый огонь по крайнему подразделению британской армии, гренадерам Окланда. В батальоне Окланда было всего 266 человек, и под давлением численно превосходящего противника гренадеры начали отходить. Сам Окланд получил несколько ранений в ноги и попал в плен. Капитан Пауш потом писал, что американцы, как безумные бросились вперёд, не обращая внимание на мушкетный огонь. Артиллерийская секция Уильямса потеряла всех лошадей и всех артиллеристов и была захвачена американцами.
Примерно в 15:00 гренадеры Окланда были окончательно сломлены и отошли, что открыло фланг немецких частей на поле Барбера, и они тоже начали отходить. Отступление началось организованно, но скоро превратилось в беспорядочное бегство. Батарея Пауша осталась без прикрытия, но ему удалось, несмотря на плотный огонь, отвести орудия в тыл. Между тем бригада Пура после атаки фланга пошла в наступление с фронта, и тем не позволила противнику перебрасывать войска с участка на участок. И в это самое время отряды Моргана и Дирборна, примерно 700 человек, ударили по правому флангу британской армии.

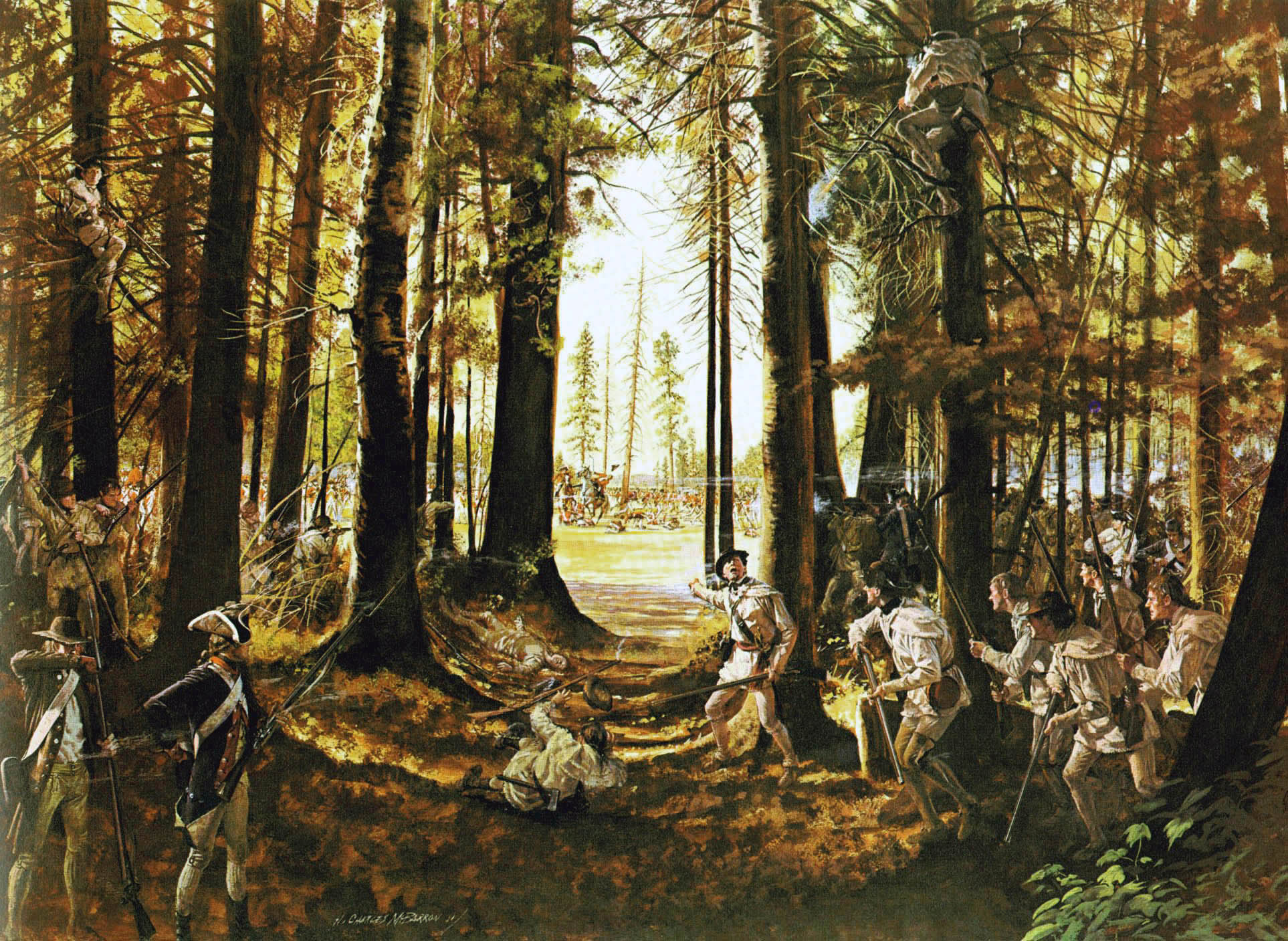
Отряд Моргана в бою 7-го октября

Отряд Дирборна открыл огонь прямо во фланг противнику, а Морган обошёл фланг и начал обстрел британского фланга с тыла. Положение Бергойна стало безнадёжным, и ему осталось только отступать. Он велел 24-му полку отступить на запасную позицию и прикрывать отход остальной армии. После бегства обеих флангов британцы оказались под перекрёстным огнём. Под Бергойном была убита лошадь, его мундир в нескольких местах был пробит пулями, но сам он чудом остался жив. Он послал вестового к Филипсу и Ридзелю с приказом организовать отход, но вестовой был убит и так и не доставил приказ.
В это время Гейтс появился в тылу своей армии и велел разыскать Арнольда. Его беспокоило, что наступающие отряды Моргана и Дирборна могут по ошибке открыть огонь по бригаде Пура. Вскоре, как вспоминал лейтенант Натаниель Бечеллер, прибыл Арнольд и сказал, что «дело уже к вечеру, но дайте мне людей и мы ещё повеселимся до заката!». Гейтс согласился и передал ему бригаду Эбенезера Лернда (1300 человек), нью-йоркскую бригаду Тена Броека и бригаду массачусетского ополчения Джонатана Уорнера. Уолкотт вспоминал, что Арнольд подошёл с подкреплениями примерно в 16:00. В этот момент американцам удалось добиться двойного численного превосходства. Они возобновили атаку, и превратили отступление британцев в беспорядочное бегство. Бергойн потом писал, что его войска отходили, сохраняя порядок, но показания очевидцев противоречат этому. Саймону Фрезеру удалось развернуть 24-й пехотный полк на краю поля Маршалла и прикрыть отход армии, но этот успех дался дорогой ценой. Саймон лично командовал полком и получил смертельное ранение. Бергойн потерял своего самого способного генерала.
Эта фаза боя длилась примерно час. Бергойн потерял 400 человек, в том числе почти всех гренадеров и шесть из десяти орудий.

### Атака американцев

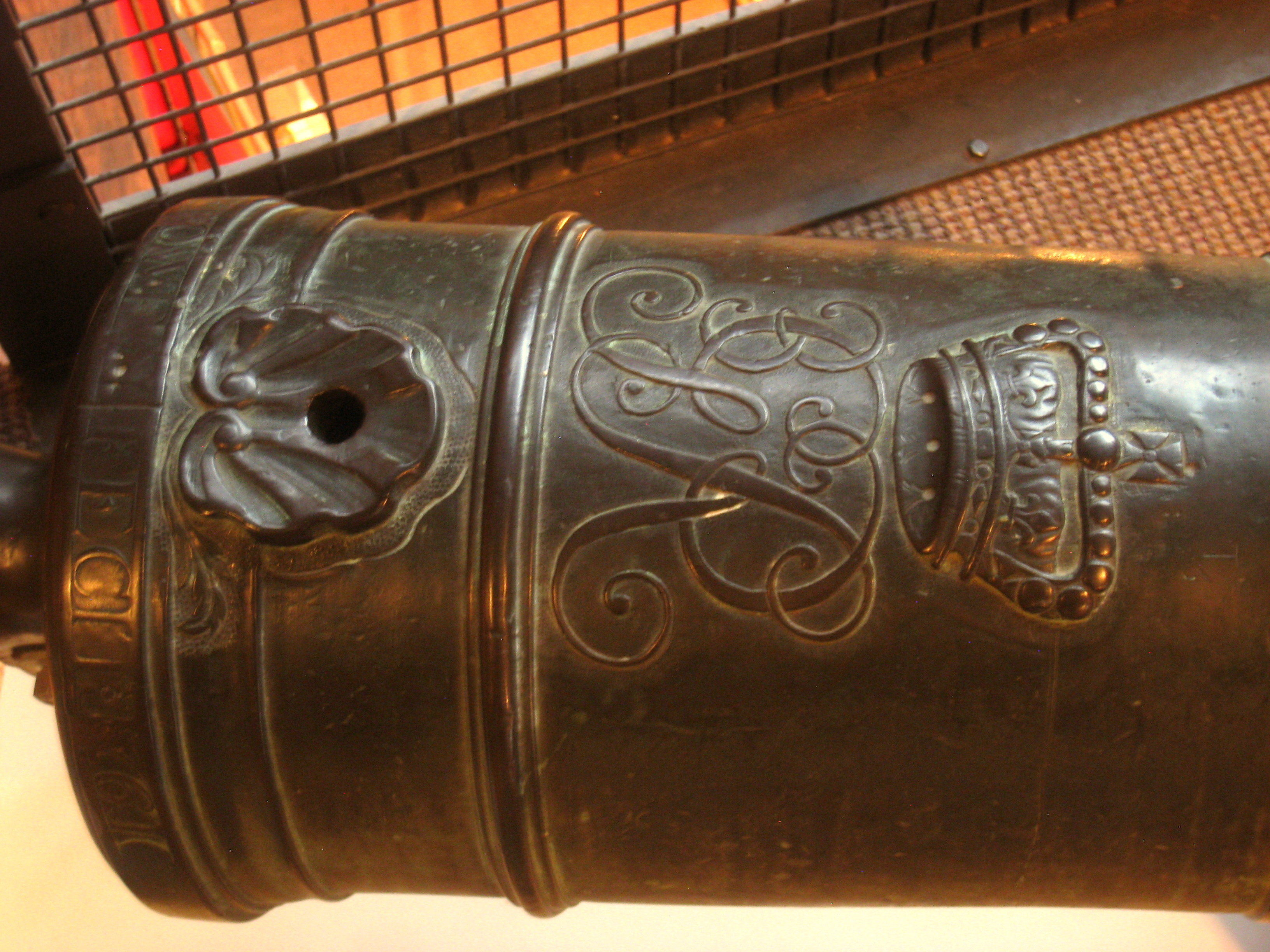
Одно из британских орудий, захваченное при Саратоге.

После ранения Фрезера командование арьергардом принял Александр Линдси, который отвёл отряд назад к Редуту лёгкой пехоты. Американцы сразу же бросились на штурм укреплений: бригада Инека Пура захватила внешние укрепления, после чего Арнольд бросил войска на штурм основного редута, но эта атака была отбита с большими потерями для американцев. Они отошли к внешним укреплениям, откуда продолжали вести ружейный огонь по редуту. Тогда Арнольд решил атаковать укреплённый лагерь Брейманна (он же Редут Брейманна). Он был не очень удачно построен и в тот день его удерживали всего около 200 человек. Отчасти это произошло потому, что во время отступления многие солдаты Брейманна укрылись в Редуте лёгкой пехоты. Таким образом, пока бригада Пура перестреливалась с противников в Редуте лёгкой пехоты, отряды Моргана, Дирборна и Лернда выдвинулись севернее, к лагерю Брейманна, а бригада Броека соединила их правый фланг с бригадой Пура.
Из-за большого расстояния между редутами Брейманн не мог получить помощи от Линдси, поэтому бригада Лернда, которой лично командовал Арнольд, штурмом взяла укреплённые Канадские хижины, позицию на левом фланге редута. Теперь отряд Брейманна был полностью отрезан от основной армии, а противник превосходил его численно в десять раз. Близился вечер и Арнольд решил незамедлительно штурмовать редут. Подполковник Ричард Батлер вспоминал, что Арнольд первым ворвался в редут, за ним майор Джозеф Моррис и ещё 12 человек, а сам Батлер повёл стрелков Моргана в атаку с фронта. Как только Арнольд верхом на коне ворвался в лагерь Брейманна, он сразу получил пулевое попадание в ногу. Несколько пуль попали в коня, который рухнул замертво, придавив своим весом Арнольда. Дирборн успел вытащить его из под коня. Он спросил, тяжело ли Арнольд ранен, на что тут ответил, «что лучше бы пуля попала ему в сердце». Несмотря на ранение, он продолжил отдавать приказы.
После короткого боя отряд Брейманна был разбит и обратился в бегство, а сам Брейманн погиб в бою. Небольшой брауншвейгский отряд попытался отбить редут, но из-за темноты эта попытка не удалась, а несколько офицеров отряда попали в плен. Американцы намеревались начать преследование бегущих, но темнота не позволила им сделать этого. Сражение прекратилось. В этом бою британский разведывательный отряд потерял все свои орудия со всем снаряжением. Бергойн потерял 894 человека, примерно 15 % всей своей армии. В плен попали майор Окланд, капитан Джон Мони (квартирмейстер армии) и капитан Уильямс. Брейманн погиб, а Фрезер и капитан Кларк получили смертельные ранения. Американцы потеряли примерно 200 человек. Падение лагеря Брейманна открыло правый фланг британской армии, поэтому Бергойн теперь был вынужден оставить позицию и отступить к Большому редуту. Сражение при Бемис-Хайтс 7 октября стало решающей победой американской армии.

## Последствия
Бергойн потерял около 1000 человек в обоих сражениях и теперь противник превосходил его втрое. Американцы потеряли около 500 человек убитыми и ранеными. Бергойн потерял несколько способных командиров, попытки штурма американского лагеря не удались, и его собственные позиции были частично заняты противником. Ночью он отвел войска. Утром 8 октября Бергойн вернулся на укрепленные позиции, возведенные 16 сентября. 13 октября он сдался под Саратогой, а 17-го капитулировала вся армия. Остатки его отряда отступили от Тикондероги в Квебек.

### Статьи
- Lutnick, Solomon. THE AMERICAN VICTORY AT SARATOGA: A VIEW FROM THE BRITISH PRESS (англ.) // New York History. — New York State Historical Association, Ltd., 1963. — Vol. 44, iss. 2. — P. 103—127.
- Draper, Andrew S. THE PLACE OF SARATOGA IN THE REVOLUTIONARY WAR (англ.) // Proceedings of the New York State Historical Association. — Cornell University Press, 1913. — Vol. 12. — P. 88—105.